# Мохове (Жаксинський район)
Мо́хове (каз. Моховое) — село у складі Жаксинського району Акмолинської області Казахстану. Входить до складу Калінінського сільського округу.
Населення — 277 осіб (2021; 361 у 2009, 614 у 1999, 1112 у 1989).
Національний склад станом на 1989 рік:
- казахи — 40 %;
- росіяни — 26 %;
- німці — 21 %.